# Kemmathen (Hiltpoltstein)

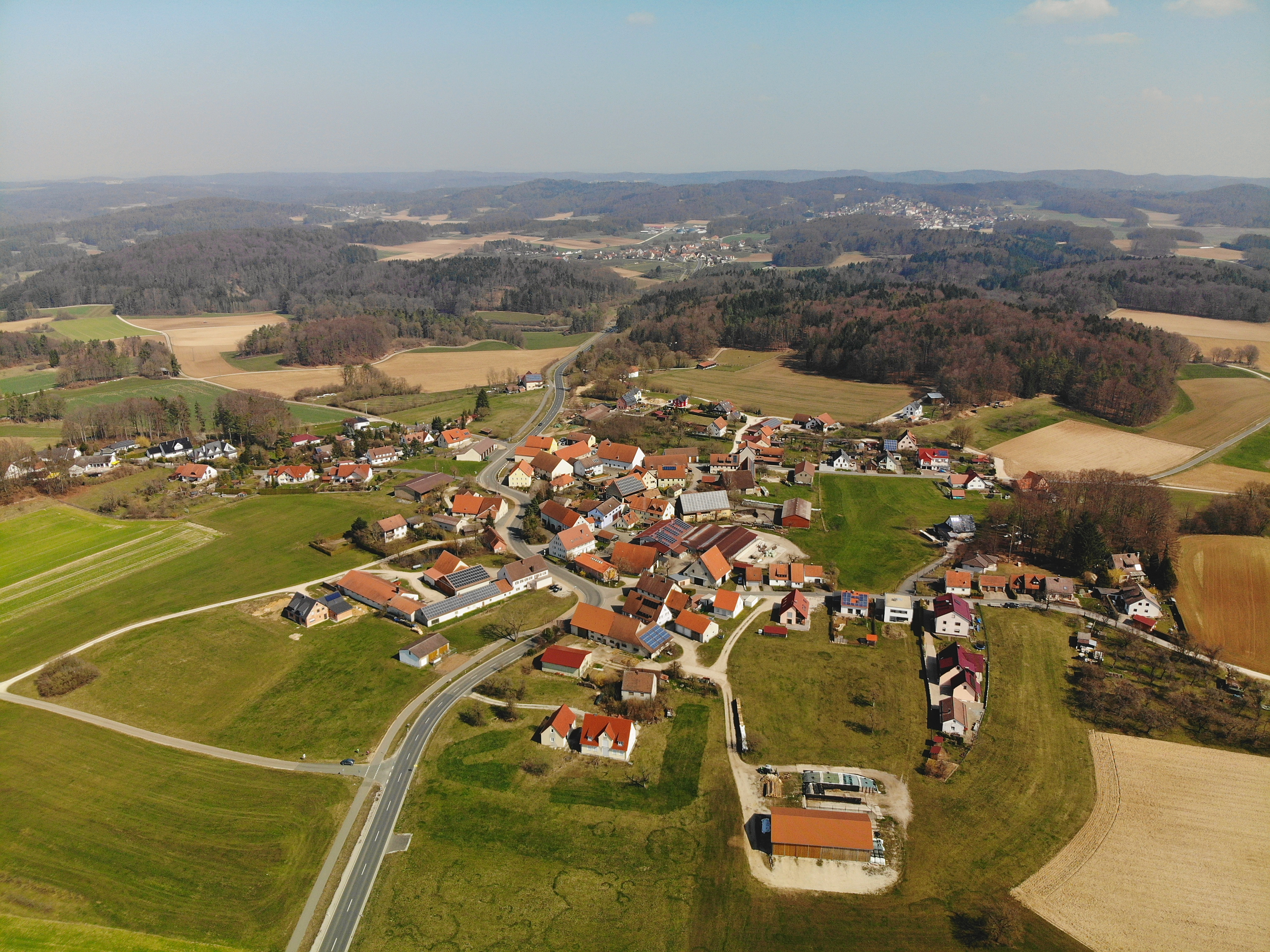
Luftaufnahme von Kemmathen

Kemmathen ist ein Gemeindeteil der Marktes Hiltpoltstein im Landkreis Forchheim (Oberfranken, Bayern).

## Geografie
Das im nordwestlichen Teil der Gräfenberger Flächenalb befindliche Dorf liegt etwa drei Kilometer westsüdwestlich von Hiltpoltstein auf einer Höhe von 503 m ü. NHN.

## Geschichte
Gegen Ende des Mittelalters befand sich Kemmathen im Besitz des Hochstifts Bamberg, unter dessen Landeshoheit es bis zum Beginn des 19. Jahrhunderts blieb. Die Hochgerichtsbarkeit über den Ort hatte in diesen drei Jahrhunderten das 1503 eingerichtete nürnbergische Pflegamt Hiltpoltstein, die Dorf- und Gemeindeherrschaft über Kemmathen war allerdings umstritten, diese wurde sowohl vom Pflegamt Hiltpoltstein als auch vom bambergischen Amt Neunkirchen beansprucht. In den folgenden drei Jahrhunderten blieben diese Verhältnisse unverändert bestehen, bis im Jahr 1802 das Hochstift Bamberg säkularisiert und unter Bruch der Reichsverfassung vom Kurfürstentum Bayern annektiert wurde. Ein Jahr später wurde der Ort entsprechend der im Haupt-Landes-Grenz- und Purifikationsvergleich mit dem Königreich Preußen vereinbarten Bedingungen dem preußischen Ansbach-Bayreuth übergeben und damit später zum Bestandteil des Eschenauer Straßendistrikts, einer Korridorverbindung über eine Militärstraße der beiden geografisch voneinander getrennten Teile dieses Territoriums. Nach der preußischen Niederlage im Vierten Koalitionskrieg wurde das Dorf zusammen mit dem gesamten Fürstentum Bayreuth 1807 einer vom französischen Kaiserreich eingesetzten Militärverwaltung unterstellt. Mit der käuflichen Erwerbung im Jahr 1810 durch das Königreich Bayern wurde Kemmathen bayerisch.
Durch die Verwaltungsreformen zu Beginn des 19. Jahrhunderts im Königreich Bayern wurde Kemmathen mit dem Zweiten Gemeindeedikt 1818 ein Bestandteil der Ruralgemeinde Großenohe, zu der auch das Dorf Kappel und die Einöde Spiesmühle gehörten. 1829 schloss sich die aus Schossaritz und Almos bestehende Landgemeinde Schossaritz auf eigenen Wunsch dieser Gemeinde an, worauf die vergrößerte Gemeinde den Namen Kappel führte. Im Zuge der Gebietsreform in Bayern wurde Kemmathen zusammen mit der gesamten Gemeinde Kappel im Jahr 1978 in den Markt Hiltpoltstein eingegliedert.

## Verkehr
Die Anbindung an das öffentliche Straßennetz erfolgt durch die Bundesstraße 2, die aus dem Westsüdwesten von Gräfenberg  kommend durch den Ort verläuft und in ostnordöstlicher Richtung nach Kappel weiterführt.